# 김평래 (아나운서)
김평래은 대한민국 KBS부산방송총국의 아나운서이다.

## 경력
- 1995년 ~ : KBS 부산방송총국 22기 공채 아나운서

## 방송 진행
- KBS 부산 제1라디오 부산전망대
- KBS 부산 제1라디오 시사포커스 부산